# 魔王ダンテ
『魔王ダンテ』（まおうダンテ）は、永井豪の漫画作品。

## 概要
1971年に『週刊ぼくらマガジン』連載。同誌の休刊により連載は打ち切られ未完となるが、その神と悪魔の立場を逆転させた視点は、後年の永井の代表作『デビルマン』に発展した。
1994年には風我明作画による『真・魔王ダンテ』（『ぼくらマガジン』版のリメイク漫画）刊行。また、原作版『デビルマンレディー』にも魔王ダンテが登場する。
2002年には『月刊マガジンZ』に永井自身による同題のリメイク作品の連載を開始し完結を迎えている。同年にはそれを基にした全13話のアニメ『魔王ダンテ』がAT-Xで放送された。

## あらすじ

### ぼくらマガジン版
高校生・宇津木涼は登山中、氷に閉じ込められていた巨大な悪魔・魔王ダンテを復活させるが、その餌食とされる。しかしそれに対する涼の怒りは凄まじく、逆にダンテの体を乗っ取ってしまう。平凡な生活に戻り、自身の存在に悩む涼だが、現代社会に隠れ住む悪魔を虐げる、神の教えを守る者たちへ疑問を持つようになる。
そして悪魔メドッサによって、悪魔と呼ばれるものたちの事実を知らされる。超古代、恐竜の生息する地球で平和に繁栄していた先住人類の街ソドム（ソドムとゴモラに由来）に、宇宙から「神」と名乗る不定形エネルギー生命体が飛来、自分たちの入れ物としての人間の肉体を要求した。そしてそれを断った先住人類に対し、「神」はその分身である牛頭馬頭などに人間の五体をバラバラにして生かす等活地獄など、あらゆる地獄を発生させて人類を殺戮する。それに対抗した科学者・ダンテは自分が発明した飛行兵器で神に挑もうとするが、「神」の分身、そして偶然居合わせた翼竜、ティラノサウルスに襲われ、死にかかるが「神」を倒すまでは死ねないという怒りが、兵器、「神」、翼竜・ティラノサウルスなどと合体し巨大な悪魔「ダンテ」が誕生する。そして同様の合体現象が次々と起こり、悪魔が続々と誕生。神は方法を変え、ゴモラを洪水で滅ぼし、世界各地に棲息していた類人猿に分散寄生し、彼らを現在の人類として進化させ、「神」の敵として「悪魔」を殺し続けてきたのだ。
しかし現代、既に神はその記憶と共に力の大部分を失い、悪魔のほうが優勢となっていた。記憶を取り戻したダンテ＝涼のもとに、続々と生き残っていた悪魔たちが集結してくる。自分たちの敵である「神」＝人類を滅ぼす時機が来たのだ。ダンテは世界中の悪魔に向かって叫んだ。
「来い、魔王ダンテと共に!!」。（未完）

### 真・魔王ダンテ
ぼくらマガジン版をベースに風我明が作画を担当したリメイク作品。リイド社の「コミック恐怖の館DX」にて連載された。
独自の設定として、過去の時代設定が「6500万年前」となっており、ソドム人やゴモラ人が「外宇宙からの移民者」とされた。掲載誌からかBL的なキャラクター相関図も描かれたが、後のマガジンZ版より前に発表されてハッピーエンドで完結している。

### デビルマンレディー版
地獄のコキュートスに凍っていたデビルマン世界での魔王ゼノンは顔の一部が地上にビーストとして分離活動していた。そのビースト軍団に誘惑された宇津木涼は地獄門を通り地獄で魔王ゼノンの肉体と合体、魔王ダンテとして地上に出現。当初はゼノンの意識を抑え込んで自我を保っていたダンテだが、最終的にはゼノンの意識の中に溶け込む。その後分離していたビーストと合体し魔王ゼノンとして復活する。

### 月刊マガジンZ版
ぼくらマガジン版をベースにして、サタンなど、後に悪魔となるダンテの友人たちのキャラクターが増えたほか、ダンテの妹が登場。転生後も涼の妹となり、神の側についた彼女との宿命的戦いがテーマとなる。最終決戦にいたり完結し、ハッピーエンドともバッドエンドとも取れる終わり方になっている。

## 登場人物
- ここでは、「ぼくらマガジン」に連載された作品を「昭和版」、「月刊マガジンZ」に連載された作品を「平成版」、AT-Xにて放送された作品を「アニメ版」、「コミック恐怖の館DX」にて連載された作品を「真・版」、『デビルマンレディー』エピソードは「レディー版」と称する
- 上記の4作のうち、2つ以上に登場した人物は、「共通の登場人物」として扱う。
- 作中で名前が登場しなかった人物は、『永井豪ワールド 悪魔事典』（1991年、バンダイ）に準拠する。

### 共通の登場人物

#### 共通の主要人物
宇津木涼（魔王ダンテ）
声：千葉進歩
（昭和版）
山岳部に属する普通の高校生。「ヒマラヤで怪獣と遭遇する夢」や「悪魔が原始人を虐殺する夢」、「自分の身体が巨大化する夢」に悩まされてきた。
日本アルプスへ登山した折、魔王ダンテ（イスカリオテのユダ）に呼び寄せられ、無意識のうちにヒマラヤ山脈にテレポートする。それから催眠術で魔王ダンテに操られ、封印を司る機械を破壊し、魔王を復活させてしまう。
その後は用済みとして喰われてしまうが、その精神力を持ってユダの人格を上回り、魔王ダンテの肉体を逆に自分のものとする。それ故に人間社会の敵となってしまった自分の存在に悩み続ける。
実は、彼こそが「真の魔王ダンテ」である。もとは紀元前100万年前の地球首都ソドムに住む青年科学者で、神の襲来を受けて、己が開発した戦闘機と恐竜および翼竜と合体し、悪魔となって戦い続けてきた。しかし、2000年前に戦いに敗れ、身体をユダに預けると魂だけの状態になり、未来へとわたり一人の人間として転生した。
（平成版）
古代の地球に繁栄した国「ソドム」の天才科学者ダンテの生まれ変わり。
古代におけるフルネームは「ダンテ・ルーサー」。家族には防衛庁に勤める父と母、平凡な女学生である妹・オルガがいる。13歳にして大学院を修了し、16歳より国立科学研究所にて特殊な科学兵器の開発に携わる。作品開始時は19歳にして物理学・兵器工学の博士号を有している。
自ら開発した超兵器ディモンに乗って、ソドムを侵略してきた神に戦いを挑む。一度は神に敗れるが、神のエネルギーとディモン（作中に固有の機体名は登場せず）を吸収し、魔王となる。それから、神の戦士「イブ」と戦い、隙をつかれてヒマラヤに封印されるが、魂だけは逃げ延びて、数千年後に記憶を封じるのと引き換えに人間として生まれ変わる。
現代では「宇津木 涼」として、高校生活を満喫している。理不尽な暴力を嫌悪し、気が昂ぶると顔に稲妻模様が浮かぶため「イナズマのリョー」と呼ばれている。また、軽度のシスコンとしても有名であり、妹・彩をバイクで送り迎えすることが日課になっている。
ふとしたことから悪魔の存在を知り、大柴壮介が隊長を務める自警団「ガーディアン・ジャスティス」に入隊する。そして、メドッサに頼まれて彼女を救出し、日本に召喚された魔王ダンテと融合してしまう。
何とか家族には隠し通そうとしたが、己の顔が魔王ダンテの一部としてテレビに写されたため、やむを得ず逃亡する。
それから5年間、難民に紛れて悪魔解放戦線や神聖軍から逃れる。しかし、ゼノンの襲撃とサタン・ルシファー兄妹との再会を経て、前世の記憶を取り戻す。
（アニメ版）
山岳部に属する大学生。序盤では本人も知らないことだが、「神の子」である宇津木康介の息子でありながら、ベール・ゼブブの見立てによると悪魔の係累でもあるという不可解な存在。
「昭和版」と同様、意に反して魔王ダンテの精神と肉体を乗っ取ってしまう。
実は悪魔の血を引く夫婦の遺児で、宇津木夫妻とは血縁が無いことを、ベール・ゼブブより知らされる。そのことに加え、父・康介が「神のため」と称して凶行に手を染めていたことを知り、宇津木夫妻に不信感を抱いて一人暮らしを希望し、大柴壮介のアパートに転がり込む。
（レディー版）
ダンテの『神曲』を愛読する大学生。そのことから「ダンテ」とあだ名されている。実は、『神曲』の著者ダンテ・アリギエーリの生まれ変わりで、一度は地獄を旅したことがあるらしい。
ふとしたことから、森の奥で二人の魔物（デビルマンレディーとデビルビースト）が戦う場面を目撃する。その後日、デビルビースト組織「ダンテ教団」に誘惑され、地獄門を通る過程で神の凶行と、とある悪魔の誕生を幻視する。そして地獄で悪魔王ゼノンと遭遇し、肉体を乗っ取られそうになる。しかし、逆にゼノンの精神と能力を乗っ取り、衝動のまま人間社会を攻撃する。
メドッサ（平成版ではメドゥサ、レディー版ではメドゥーサ）（メデューサに由来）
声：石塚理恵
（昭和版）
蛇や樹木と合体した先住人類の女性。人間体は艶やかな長い黒髪が印象的な美女。本作のヒロインであり、語り部である。
冷気を操り、長い髪の毛で絡めとった相手を凍りつかせる（アニメ版では石化能力に変更されている）。人間だったころはダンテと恋人同士だった。
（真・版）
ソドム人の少女で優秀な科学者。飛び級してソドム大学にて排水処理技術を専攻していた。
（平成版）
古代の地球に繁栄した国「ソドム」の天才科学者で、艶やかな長い黒髪が印象的な美女。ソドム時代では美人揃いとして知られるゴーゴン家三姉妹の一人として生まれ、19歳のときから3年間、3歳年下であるダンテの助手を務めてきた。また、プライベートではダンテと恋人同士だった。
自ら開発した超兵器ディモンの一体「針の蛇（ニードル・スネーク）」に乗って、ソドムを侵略してきた神に戦いを挑む。一度は神に敗れるが、神のエネルギーと自機を吸収し、ディモン戦士となる。
現代では「女洞沙織（めどう さおり）」という名前で人間を装い、涼（ダンテ）が通う高校に教師として赴任してくる。一度は「神の魂」に捕縛されるが、涼にテレパシーで呼びかけ、彼を魔王ダンテとして復活させる。
（アニメ版）
「昭和版」と同様、ダンテと恋人同士だった悪魔。「古代冴子」という名前で人間を装い、モデルとして活躍しながらダンテを探していた。人間体は前髪が跳ねた長い赤髪で、目つきも漫画版よりは鋭くなっている。
涼（ダンテ）が何かと沙織のことを気にかけていることが気に入らず、彼女が悪魔四天王に拉致された事で相談されると、素っ気無い態度をとる。その反面、涼から頼りにされることが嬉しいため、沙織の救出に全力を注いだ。
（レディー版）
神話の時代に地獄に堕ちた上級デーモン。最初に登場した時は醜悪な容貌だったが、地獄の崩壊に伴い美しい容貌を取り戻した。
宇津木涼が地獄におちる際に過去の映像で誕生シーンがみられる。
宇津木沙織
声：小林沙苗
（昭和版）
宇津木涼の妹で、活発な性格。ある程度の予知能力がある。
平成版では「宇津木沙織」という人物は登場しないが、「涼（ダンテ）の妹」としての役回りは「宇津木彩」に、「沙織」という名前はメドッサの偽名として引き継がれた。
（アニメ版）
宇津木涼の妹で、活発な性格。涼のことを「アニキ」と呼ぶ。ブラコン気味で、涼が一人暮らしを希望した際にはげしく動揺した。また、涼が美人モデル・古代冴子（実はメドッサ）と親しいことにも嫉妬する。
黒ミサの生贄にされかけたり（涼に救出されたため、後に別の人間が生贄とされた）、悪魔四天王に拉致されたりと、昭和版よりも出番が多く設定されている。
終盤、神によって聖獣アダムとイブ、そして神の戦士イブの中核にされ、悪魔軍団に戦いを挑む。

#### 共通の悪魔側人物
魔王ダンテ（イスカリオテのユダ）
（昭和版）
悪魔達の中で、最大級の肉体と超能力を持つ、文字通りの魔王。かつてはイスカリオテのユダという人間で、イエスのもとから離反して悪魔たちと共に戦った。額の真ん中に、ユダのものであろう男の顔が上半分だけ存在している。復活して宇津木涼に肉体と精神を乗っ取られた後は、額の真ん中に涼の顔が存在する。
実は、ユダは「真の魔王ダンテ」から肉体を預かっていたに過ぎない。しかしながら二千年の時間により情報が歪んだのか、いつしかサタニストたちの間では「ユダ＝魔王ダンテ」として認識されていった。
（真・版）
外宇宙で別個体の「神」に侵略されたイスカリオテ人の生き残り。宇宙船で地球に流れ着くが、ジーザス・クライストに保護され、彼の使徒となるも裏切者とされる。
（アニメ版）
設定的には昭和版と大差ない。数少ない差違として、昭和版では科学的な機械によって氷に封印されていたのに対し、アニメ版では「封印の剣」という聖剣めいた道具によって封印されていた。
魔王サタン
声：野沢那智
（昭和版）
ダンテに次ぐとされる魔王。昭和版では名前のみの登場。ダンテ復活の予言を残し、サタニストたちの希望を保たせた。
（真・版）
ソドム人より前に地球に移民したゴモラ人の少年。高度文明を放棄した中で移民船・ノアを管理するノア一族の族長。「神」の攻撃で地の底に埋もれてしまったノアの中で形質が変わったゴモラ人（超能力を持つ女性「魔女」のみ）の中でコールドスリープしながら唯一ゴモラ人の形質を保持していた。
（平成版）
古代では、ダンテの同僚である天才科学者にして、金髪の美青年。ソドム滅亡の際に妹・ルシファーや、彼女と同乗していた機体「大蝙蝠（グレート・バット）」と融合する。そのため、ルシファーとは一つの身体を二つの人格で共有している。
現代では、ダンテ不在の間、悪魔解放戦線の総司令として、ヨーロッパに滞在していた。
ダンテが復活した時点ではルシファー共々双子の幼児に転生したばかりだったため、表立って動けずにテレパシーを用いて指示を出していた。終盤では十歳前後の姿で登場したが、力を完全に発揮するにはルシファーと融合する必要がある。
（アニメ版）
元は「賢者」として市民達から尊敬の対象にされてきた、都市ソドムの重要人物。二千年前にダンテが敗れたとき、戦力を温存すべく自身と大勢の悪魔軍団を亜空間に封印し、神からの攻撃を防いできた。メドッサの奮戦により封印から解放され、共に封じられていた悪魔軍団を率いてダンテの救援に駆けつける。
戦闘時は、背中からコウモリ風の翼を六枚生やし、超能力を駆使して戦う。
ベルゼブブ（昭和版ではベールゼブブ）
（昭和版）
主要な悪魔の一人。昭和版では名前のみの登場。
（真・版）
ソドム人の第1王子。ダンテの異母兄。政略もあるが、和平の証としてゴモラ人の姫・ミリアと結婚した。最終決戦ではミリアの導きによって12使徒の1人マリアと出会う。
（平成版）
古代では、ダンテの同僚である青年科学者。自ら開発した超兵器ディモンの一体「蝿の王（フライ・キング）」に乗って、ソドムを侵略してきた神に戦いを挑む。一度は神に敗れるが、神のエネルギーと自機を吸収し、ディモン戦士となる。
現代では悪魔の組織「悪魔解放戦線」の最高幹部。二つ名は「ハエ魔王」。
（アニメ版）
ベール・ゼブブ教授（アニメ版のサタニストA）の悪魔としての姿。平成版に比べると小柄で、人間の成人男性と大差ない大きさである。
アスタロト
（昭和版）
主要な悪魔の一人。昭和版では名前のみの登場。
（真・版）
ソドム人の第2王子。ダンテの異母兄で優秀な科学者だが、ダンテの母（父王の後妻）に横恋慕していた。
（平成版）
古代では、ダンテの同僚である金髪の青年科学者。自ら開発した超兵器ディモンの一体（作中に固有の機体名は登場せず）に乗って、ソドムを侵略してきた神に戦いを挑む。一度は神に敗れるが、神のエネルギーと自機を吸収し、ディモン戦士となる。
現代では悪魔の組織「悪魔解放戦線」の最高幹部。二つ名は「悪魔大公爵」。
蛇のように斑な体色と、背中に生やした猛禽類の翼、左手に持った蛇（本物か、単に蛇を模した杖かは不明）、そして騎乗している有翼竜が特徴。
誘拐工作員（アニメ版ではピコ）
声：松本吉朗
（昭和版）
20歳前後の青年。サタニストの一員で、生贄に用いる女学生・南条を誘拐する作戦の陣頭指揮をとる。その他にもサタニストAの運転手を務めたことがある。
己が魔王ダンテとなったことに気づかず、衝動的に自衛隊と交戦する宇津木涼の前に、ヘリコプターで乗り付けて姿を現した。そして、涼に現状を説明し、「魔王ダンテとして生きてくれ」と懇願しながら、自衛隊の流れ弾に当たって死亡する。
（平成版）
単なる一工作員として登場し、昭和版やアニメ版ほどの活躍は見せなかった。
（アニメ版）
アニメ版では「悪魔ピコリュス」の人間体として登場。戦闘時にはケンタウロスのような姿になり、口から火炎を吐いて戦う。
昭和版に比べて出番が多く、ダンテが自衛隊、そしてゼノンとの戦いを終えた後でも生存し続けた。また、後述する主要サタニストたちやウーラと同様に、サタニスト組織の幹部としての役職を有している。ただし、幹部達の中では末席扱いされている節がある。
小林（ラカヴィス）
（昭和版）（アニメ版）
作中には悪魔としての名前が登場しないため、『永井豪ワールド 悪魔事典』（p.141）に準拠し、「ラカヴィス」という名前で表記する。
宇津木涼の知人である、眼鏡をかけた優男。実は、「悪魔ラカヴィス」の人間体で、正体が大柴壮介に知られたため、過酷な拷問を受けることとなる。

##### 主要サタニスト
- ここでは、昭和版で魔王ダンテ召喚の儀式を仕切っていた主要なサタニスト5名を「主要サタニスト」として紹介する。
- この5名は、うち4名がアニメ版を除いて定まった名前が無く、残り1名はアニメ版に登場していないため、便宜上「サタニストA - E」と呼称し、うち4名はアニメ版の名前も副次的に記述する。

サタニストA（アニメ版ではベール・ゼブブ）
声：伊井篤史
（昭和版）
顎ヒゲと長身が印象的な壮年の男。サタニストでも指折りの超能力者で、魔王ダンテ召喚の儀式を取り仕切る。儀式事態は成功したが、魔王ダンテの頭部にある「人間の顔」がイスカリオテのユダではなく宇津木涼のものであることに動揺した。
上記のことから、ヒマラヤに封じられていた「『真の魔王ダンテ』から身体を預かった『ユダ』」のことを、ダンテ本人と思い込んでいたらしい。
（平成版）
悪魔解放戦線の幹部で、日本支部を指揮している。覚醒させるべき主要悪魔として魔将軍ゼノンの名を挙げたことから、ゼノンが神の軍門に降ったことは知らないらしい。

（アニメ版）
アニメ版では「悪魔ベルゼブブ」の人間体として登場。悪魔軍団の幹部で、メドッサはじめ数名の悪魔を従えて、サタニスト組織の活動を統括している。元はソドムの大学教授で、ダンテ、メドッサ、ゼノンの恩師でもある。悪魔達からは「教授」と呼ばれて敬意を寄せられている。
主君にして教え子であるダンテを強く信頼しており、ダンテの意に背くものには容赦しない。また、召喚した魔王ダンテの頭部にある「人間の顔」がイスカリオテのユダではなく宇津木涼のものであることに動揺した様子が無く、どうやらユダが「真の魔王ダンテ」ではないことを知っていたらしい。
サタニストB（アニメ版ではサマエル）
声：小形満
（昭和版）
痩せた面差しと尖った目つきが特徴の男。その他にも、フードを被る・頭髪を生やしているなど、他の主要サタニストたちとは異なる外見的特徴が多い。
サタニストでも指折りの超能力者で、魔王ダンテ召喚の儀式に参加する。
（平成版）
悪魔解放戦線日本支部の一員。
（アニメ版）
アニメ版では「悪魔サマエル」の人間体として登場。戦闘時には三つの人面を生やした毒虫の姿になり、毒針で攻撃する。
サタニストC（アニメ版ではカーネ）
声：永野善一
（昭和版）
厳つい体格をした中年の男。サタニストでも指折りの超能力者で、魔王ダンテ召喚の儀式に参加する。
同志たちが魔王ダンテの異変を訝しがる中、真っ先に魔王ダンテの頭部にある「人間の顔」がイスカリオテのユダではなく宇津木涼のものであることに気づいた。
（平成版）
悪魔解放戦線日本支部の一員。
（アニメ版）
アニメ版では「悪魔グラファカーネ」の人間体として登場。戦闘時には緑色の悪鬼の姿になり、大鎌を振るって攻撃する。
血気盛んな性格で、悪魔四天王の出現に際し「腕が鳴る」と称したことがある。
サタニストD（アニメ版ではグシオン）
声：岐部公好
（昭和版）
小柄な老年の男。サタニストでも指折りの超能力者で、魔王ダンテ召喚の儀式に参加する。
（平成版）
悪魔解放戦線日本支部の一員。
（アニメ版）
アニメ版では「悪魔グシオン」の人間体として登場。戦闘時には小鬼の姿になり、3つの眼から光線を放って攻撃する。
なお、アニメ版では真っ先に魔王ダンテの頭部にある「人間の顔」がイスカリオテのユダではなく宇津木涼のものであることに気づくのはカーネではなくグシオンである。
サタニストE
（昭和版）
厳つい体格と盛大な顎ヒゲが印象的な30歳前後の男。サタニストでも指折りの超能力者で、魔王ダンテ召喚の儀式に参加する。
（平成版）
悪魔解放戦線日本支部の一員。アニメ版には登場せず、彼の立ち位置はアニメ版オリジナルキャラクターのウーラが担うことになる。

#### 共通の神側人物
大柴壮介
声：櫻井孝宏
（昭和版）
涼と同じ高校に通う、剣道部部員。神の側に立つ人間であり、銃火器よりも剣でサタニストを斬ることを好む。また、捕らえた悪魔を痛めつけた上、生皮を剥ぐ拷問を嬉々として行うサディストである。
「俺が悪魔だったらどうする」とジョークを装って尋ねてきた涼に対し、「お前は宇津木康介の息子だから、悪魔どころか神に近い」と意味深な言葉を残した。
（平成版）
涼と同じ高校に通う、剣道部部員。涼とは友人同士で、その運動神経の鋭敏さを惜しんで、たびたび剣道部へと勧誘している。
実は、秘密結社「神の魂」の肝いりで創設された自警団「ガーディアン・ジャスティス」の隊長で、偶然に悪魔の存在を知った涼に入隊を勧める。
「神の結社」の特命を受けて魔王ダンテ召喚の儀式を襲撃するが、ダンテの猛威に巻き込まれて重傷を負う。
（アニメ版）
涼と同じ大学の先輩で、たこ焼きが好物。実は、神の結社の幹部たる「神の子」で、宇津木康介の教え子。
悪魔に対しては冷酷で、生皮を剥ぐ拷問を嬉々として行う。その一方で、戦略のためとはいえ人工悪魔や悪魔四天王を登用し、無辜の人間をも殺害する神の結社の有り方に疑問を抱くようになる。
終盤、神が人間を見捨てたことを知り、「俺たち（人間）は何のために生まれてきたんだ!!」と絶叫し、絶望のうちに息絶えた。
宇津木康介
声：小山武宏
（昭和版）
涼と沙織の父親。実は、神の結社の指導者である。
（平成版）
涼と彩の父。総合病院の医院長にして脳外科の世界的権威。実は、秘密結社「神の魂」最高幹部「十三使徒」の一員で、「大天使ウルエル」の称号を持つ。
同輩たちに比べて人間としての情愛に染まっているため、我が子たちの危機に際して冷静さを欠くことがある。
（アニメ版）
涼と沙織の父。宇津木総合病院の医院長にして外科手術の世界的権威。「神の手」の異名を轟かせている。実は、神の結社の指導者で、他の幹部達からは「先生」と呼ばれている。
終盤、己が「真の魔王ダンテ＝涼」を育てたことを神から知らされ、その罰として沙織を奪われる。息子を「憎むべき悪魔」に、娘を「崇拝してきた神」に「奪われた」ことから精神の均衡を崩し、角田と大郷をも犠牲にして新たな人工悪魔を開発する。結局は人工悪魔もろとも大柴に斬られ、我が子たちの名前を呼びながら息絶えた。
神
声：石丸博也
（昭和版）
超古代の地球に襲来してきた不定形エネルギー生命体。強大な超能力で先住地球人たちを滅ぼした。
地球人たちを滅ぼした後、何億にも分裂して類人猿に憑依し、人間へと進化させた。つまり、人間の魂・エクトプラズムこそが神であり、現代の人間たちは一部を除いて神であったころの記憶と超能力を失っている。
（平成版）
超古代の地球に襲来してきた不定形エネルギー生命体。ダンテの推測によると、もとは地球人と同じような知的生命体が、精神体（エクトプラズム）だけになって集結した存在らしい。
エネルギーの消費を抑えるためにソドム国民をはじめとする地球人の身体を乗っ取り、悪魔たちに勝った後は人間として繁栄を謳歌する。大多数の人間たちは神であったころの記憶と超能力を失っているが、「十三天使」を含む一部の者たちはそれらを保持しており、人間の身体から自在に分離することができる。
（アニメ版）
「神の結社」を支配する存在で、悪魔・サタニスト排斥のためと称して冷酷な命令を「神の子」たちに下す。
その正体は、超古代の地球に襲来してきた不定形エネルギー生命体。強大な超能力で先住地球人たちを滅ぼした。地球人たちを滅ぼした後、何億にも分裂して類人猿に憑依し、人間へと進化させた。昭和版や平成版では完全に分裂しているが、アニメ版では本体とも言うべき存在が不定形エネルギー生命体のまま、「神」としての意識を保っている。最終的には、魔王ダンテの完全覚醒を機に人間を見捨て、分身であるエクトプラズムを全人類から余さず回収し、滅亡へと導いた。

#### 共通のその他の人物
ゼノン
声：渋谷茂
（昭和版）
百の悪魔を従える実力者。神との長い戦いで仲間が殺されてゆくのに耐えきれず、神に従属するが、それによりダンテと死闘を演じることになる。『デビルマン』および『デビルマンレディー』の魔王ゼノンとは別人で、そのデザインはアニメ版デビルマンの魔将軍ザンニンと酷似している。
死の間際、ダンテに悪魔軍団の結成と、「アダムとイブ」への警戒を懇願し、息絶えた。
（真・版）
ソドム人のゼノンと現代人「草壁淳也」が融合した存在。「神」の攻撃を受けた際の衝撃で時空を越えてしまい、現代人の淳也と融合した。本人は自覚がないため、悪魔たちが同じソドム人の生き残りとは知らない。融合した淳也は仲の冷え切った両親に「双方から邪魔者」と判断されて殺される瞬間にゼノンと融合。怒りと哀しみで混乱するままに両親を殺害して自動車ごと沈めて隠蔽していた。ダンテとなった柾に誘われるが拒絶した結果、恋人であった男性を失い、再び怒りのままダンテと戦って敗れる。敗れた瞬間、ソドム人としての記憶の中にいたダンテを思い出し、その魂は時空を越えてダンテを導いた。
（平成版）
古代ではディモン戦士の一人で、百の悪魔を従える将軍だった。現代では「神の魂」に従属し、「百の悪魔」部隊の指揮官を務めている。
（アニメ版）
百の悪魔を従える悪魔軍団の幹部で、ダンテの親友。現代では街頭にて青年占い師を装いつつ、恩師ベール・ゼブブに従い、サタニスト組織の運営に参加している。
実は2000年前の敗戦を機に神の軍門に下り、機密情報を横流ししてきた内通者。内心では恩師を、同胞を、そして親友を裏切った罪の意識に苛まれている。 最終的に、ダンテの覚醒を促すべく、部下達を引き連れて「薄汚い裏切り者」として彼に挑戦する。
宇津木夫人（アニメ版では民子）
声：五十嵐麗
（昭和版）
宇津木涼と沙織の母親。行方不明になった涼が帰ってきたことを喜んだ。
（平成版）
宇津木涼と彩の母親。序盤では夫が「神の魂」幹部であることを知らない素振りを見せていた。実は、彼女もまた「神の魂」の関係者である。
（アニメ版）
宇津木涼と沙織の母親。アニメ版では「民子」という名前で登場する。夫や息子の正体は知らない模様。
南条あかね
声：円光寺砂来
（昭和版）
美貌と知性に恵まれた、信心深い女学生。魔王ダンテ召喚の儀式に用いる生贄として誘拐される。
儀式の締めくくりとして心臓を抉り取られそうになるが、寸前に神の結社から派遣された部隊が突入してきたため、心臓の摘出を省略される。その後の消息は不明。
（アニメ版）
涼と大柴が通う大学のアイドル。彼女が悪魔に惨殺されたことが、大柴の悪魔に対する憎しみを煽ることとなる。だが、実は彼女を殺害したのは神の結社が放った人工悪魔である。
眼鏡の幕僚（アニメ版では広瀬）
（昭和版）
自衛隊の幕僚。細面に眼鏡をかけている。昭和版では神の結社とは無関係として描かれている。
基地のモニターに映し出された怪獣（魔王ダンテ）の姿を見て、子どもの頃に読んだ本に登場する、「地獄の怪物」を思い出した。
（アニメ版）
自衛隊の幕僚。アニメ版では「広瀬」という名前で、神の結社の幹部「神の子」の一人として登場する。当初は悪魔の実在について懐疑的だったが、魔王ダンテの出現を受けて、神の結社に全面的に協力する。

### 昭和版のみの登場人物
魔王ルキフェル
主要な悪魔の一人。名前のみの登場。平成版の魔王ルシファーに相当する人物かどうかは不明。

### 平成版のみの登場人物

#### 平成版の主要人物
宇津木彩
昭和・アニメ版の宇津木沙織に相当する人物。涼の妹で、私立の女子高に通っている。いささかブラコン気味で、涼が自分以外の女性と仲良くすることを快く思わない。
悪魔解放戦線により魔王ダンテに捧げる生贄に選ばれるが、すんでの所で涼に助けられる。しかし、召喚された魔王ダンテが涼を食らう（実は涼がダンテの身体を取り戻す行程）ところを目撃し、悪魔に激しい憎悪を抱く。
5年後、悪魔を抹殺するための軍隊「神聖軍」の関東地区司令官に起用される。テレパシーを活用して悪魔を狩り出し、薄ら笑いを浮かべながら殺戮するその姿は神聖軍兵士からも「復讐の天使」と恐れられている。
実は、ダンテの妹・オルガの生まれ変わり。
オルガ
人間だったころのダンテの妹で、ソドムの平凡な女学生。神の戦士イブの部品にされ、ダンテと生き別れになる。

#### 平成版の悪魔側人物
魔王ルシファー
古代ではサタンの双子の妹で、ダンテたちの同僚である科学者。金髪の美女で、「輝くばかりに美しい」「美女研究員」と評されていた。ソドム滅亡の際に兄・サタンや、彼と同乗していた機体「大蝙蝠（グレート・バット）」と融合する。そのため、サタンとは一つの身体を二つの人格で共有している。
現代では、悪魔の組織「悪魔解放戦線」の副司令格。
ダンテが復活した時点ではサタン共々双子の幼児に転生したばかりだったため、表立って動けずにテレパシーを用いて指示を出していた。終盤では10歳前後の姿で登場したが、兄が力を完全に発揮するにはルシファーが融合する必要がある。
アスモデウス
古代では、ダンテの同僚である青年科学者。自ら開発した超兵器ディモンの一体「三面獣（トリプル・ビースト）」に乗って、ソドムを侵略してきた神に戦いを挑む。一度は神に敗れるが、神のエネルギーと自機を吸収し、ディモン戦士となる。
終盤、彼にそっくりな「地獄の魔獣神バエル」が登場したが、同一人物かは不明。
ヴォラック
悪魔の組織「悪魔解放戦線」の最高幹部。二つ名は「地獄の大総裁」。
ヴエル
悪魔の組織「悪魔解放戦線」の最高幹部。二つ名は「地獄の魔獣」。「地獄の魔獣神」の二つ名を持つバエルとの関係は不明。
ザエボス
悪魔の組織「悪魔解放戦線」の最高幹部。二つ名は「悪魔伯爵」。甲冑に身を包み、右手に盾、左手に三又の槍（トライデント）を持ち、ワニのような生物に騎乗する。
カークリノラース
悪魔の組織「悪魔解放戦線」の最高幹部。二つ名は「地獄の魔王犬」。

#### 平成版の神側人物
大天使メタトロン
秘密結社「神の魂」最高幹部「十三使徒」の一員。二つ名は「天界の巨人」。人間としての身体は、銀色の仮面を着けた長身の男。最終決戦の際、神の戦士アダムの中核となり、重火器で武装して悪魔に挑戦する。
大天使ミカエル
秘密結社「神の魂」最高幹部「十三使徒」のリーダー。人間としての身体は、高齢の老爺。
大天使ガブリエル
秘密結社「神の魂」最高幹部「十三使徒」の一員。人間としての身体は、月桂樹の冠を被った美女。
大天使ラグエル
秘密結社「神の魂」最高幹部「十三使徒」の一員。人間としての身体は、垂れ眼の青年。
大天使ラファエル
秘密結社「神の魂」最高幹部「十三使徒」の一員。人間としての身体は、前髪をバックにした青年。
大天使レミエル
秘密結社「神の魂」最高幹部「十三使徒」の一員。人間としての身体は、鼻ヒゲを生やした男。

### アニメ版のみの登場人物
ウーラ
声：唐沢潤
悪魔軍団の1人で、サタニスト組織の幹部。普段は二十代半ばの女性の姿で、戦闘時には鳥人のような姿になる。
ベール・ゼブブとの会話から、都市ソドムが壊滅した後の世代であることが窺える。
平成版でも彼女にそっくりな悪魔が数コマだけ登場している。
オードリー王女
サーランド王国の王女。来日中に迎賓館を訪れるが、そこでサタニストに拉致され、魔王ダンテ召喚の生贄にされる。

#### アニメ版の神側人物
角田
声：平川大輔
神の結社の幹部科学者。太い眉毛が特徴の青年。
大郷
声：篠原剛
神の結社の幹部科学者。小柄な体格の青年。
人工悪魔SX
宇津木康介が遺伝子操作とクローン技術で生み出した人工悪魔。若く美しい女性を襲わせることで、社会に悪魔の存在への認識と反感を高める。

#### 悪魔四天王
シー
声：長嶝高士
神に降った兇悪な悪魔「悪魔四天王」のリーダー格。紫色の肌と、白いヒゲが特徴。名目上は宇津木康介の指揮下に入るが、実際には「戦略の一環」と称して気ままに殺戮を行う。
ラミア
声：落合るみ
悪魔四天王の紅一点。褐色肌の妖艶な鬼女で、口付けした相手の精気を吸い取る。女郎蜘蛛の化身で、大勢の女性をラミアの迷宮と呼ばれる異次元空間に攫ってきては自分の子供を生みつけ、子供たちを使って国を滅ぼす。
ベール・ゼブブが知る限りで、単独で六つの国を滅ぼしたことがある。
サクシ
声：斉藤次郎
悪魔四天王の一員。左側が青色、右側が赤色の肌と8本の腕を持つ悪鬼。極めて好戦的な性格で、剣や火矢を撃ち出す弓などの複数の武器を操る。
クニンバ
声：清水敏孝
悪魔四天王の一員。白色の肌の巨漢で、鎖付きの鉄球を武器とする。

### 真・版のみの登場人物
真条柾（しんじょう まさき）
「真・魔王ダンテ」の主人公。現代の高校生だが、紀元30年代から精神転送装置で送り込まれた魔王ダンテ本人。外宇宙から移民してきたソドム人の第3王子。
マリバス
悪魔の1人。ダンテとは従兄弟同士。軽い性格で女好き。
ジーザス・クライスト
救世主という建前で人間を支配する目的で神の魂の約半分が与えられた人物。ダンテとそっくりな容姿をしている。神の残虐性を引き継いでは居らず悪魔との和解ができないかと考えていたが、それを危険視した神によって封印される。封印前に弟子である12使徒に力を分け与えたため自力で脱出することもできず、迷宮の奥に監禁されていた。
12使徒
ジーザスの弟子として力を与えられ天使の姿と力を持つ。だが、悪魔を敵としか見ず力の論理に囚われた者や、ジーザスの言葉を引き継ぎ本当に平和な世界を目指している者に分かれている。

### レディー版のみの登場人物
ユダ平岡
デビルビーストによる組織「ダンテ教団」の主催者。宇津木涼を「ダンテ教団のリーダー」に祭りあげ、彼を地獄へと送り出す。
マリア
ユダ平岡の側近。妖艶な女性で、優れた直感の持ち主。
悪魔王ゼノン
デーモン族の王にして、大魔王サタンの分身。
現在では地獄の最下層で氷漬けとなっており、頭部と両肩にある三つの顔を分身として現世に派遣している。残る胸部の顔は、地獄に来訪してきた宇津木涼の肉体と精神を乗っ取ろうとする。

## 用語集
悪魔
（昭和版）
100万年前、ソドムにて神から攻撃された地球人の一部が、神のエネルギーを吸収して周りの生物・無生物を取り込み、不死身の怪物へと変身した姿。以来何世紀にもわたって神と戦い続けてきた。
（真・版）
6500万年前に外宇宙から移民してきた民族「ソドム人」。外見は地球人とほぼ変わらないが尻尾を持つ。神から攻撃された際に一部が、神のエネルギーを吸収して不死身の怪物へと変身した姿。以来何100世紀にもわたって神と戦い続けてきた。ダンテを始めとしたソドム王家に従う者が多数だが、神への恨みも人としての尊厳も忘れ文字通りの「悪魔」と化した者もいる。
（平成版）
超古代、ソドムにて神から攻撃された地球人の一部が、超兵器ディモンの影響で不死身の怪物へと変身した姿。
主に、自らの身体に超兵器ディモンを取り込んだ「ディモン戦士」と、その余波で悪魔となった者たちとに分類される。
現代（2010年）では、「悪魔解放戦線」という国際的秘密組織として団結している。魔王ダンテが不在のため、ヨーロッパ本部の魔王サタンが総指揮をとっている。
(アニメ版)
昭和版同様、神のエネルギーを吸収して不死身の怪物へと変貌した先住地球人。
主に、ベール・ゼブブ率いるサタニスト組織の諸関係者と、魔王サタンと共に亜空間に身を隠す者たち、そして神の結社に内通するゼノンの配下とに大別される。
神の結社
（昭和版）
神を信仰し、悪魔およびサタニストの排斥を目的とする秘密組織。詳細な規模は不明だが、少なくとも日本では宇津木康介が指導者的立場にいる。
（真・版）
ジーザス・クライストの下に集い力を分け与えられた12使徒を中心に組織化されており、ヴァチカンを隠れ蓑に人類を支配している。
（平成版）
「神の魂」という国際的な組織として登場。活動目的は悪魔の排斥。
神としての記憶と超能力を維持し続ける十三使徒が、最高決定部門「十三使徒の会（サーティーンゴッズ）」を運営し、組織活動を統制している。
総指揮は大天使ミカエルが、日本での活動は大天使ウルエルこと宇津木康介が統制している。
後半からは「神聖軍」として表舞台に立ち、宇津木康介の娘・宇津木彩を関東地区司令官に起用する。
（アニメ版）
神を信仰し、悪魔およびサタニストの排斥を目的とする秘密組織。設定では「G」という組織名が存在する。
宇津木康介を指導者に、大柴壮介はじめ「神の子」と称される超人たちが組織を運営している。しかし、実質的な最高意思決定権は「神」が有している。
サタニスト（悪魔崇拝者）
（昭和版）
魔王サタンの予言を信じ、魔王ダンテ復活を目論む人間たちの総称。
100万年前に洪水によって滅ぼされたゴモラの生き残りの子孫。生物学的には人間と大差ないため、人間社会に紛れながら、悪魔を支援し続けてきた。
（真・版）
6500万年前にソドム人より先に外宇宙から移民してきた民族「ゴモラ人」。外見は褐色の肌に大きな角と尻尾、足にはひづめを持ち、ソドム人や地球人より膂力に優れる。「神」が起こした災害に移民船・ノアに籠って生き延びるが、閉鎖された環境で世代を重ねるうちに超能力を持つ女性体「魔女」のみとなる。
（平成版）
魔王サタンの予言を信じ、魔王ダンテ復活を目論む人間たちの総称。
超古代にて神々に敗れた先住地球人・悪魔の生き残り。変身能力を用いて人間に化け、人間社会に紛れ込みながら反撃の機会をうかがっている。悪魔としては能力が低かったり闘争心の薄い者も多く、社会的には穏当に暮らしながら活動者をサポートしていた者たちがいたが、そういった者たちは「神」側から率先して殲滅される例も多い。
（アニメ版）
魔王サタンの予言を信じ、魔王ダンテ復活を目論む人間たちの総称。
100万年前に洪水によって滅ぼされたゴモラの生き残りの子孫。生物学的には人間と大差ないが、ベールゼブブ以下数名の悪魔たちが幹部として組織活動を仕切っている。
これといった所有施設は見受けられず、幹部たちは森の奥で会議を行うことが多い。なお、第3話では水族館にて魚に憑依しながら会議していた。
また、集落が一つ確認されたが、悪魔四天王に滅ぼされてしまった。
黒ミサ
（昭和版）
本作では、魔王ダンテを日本に召喚する儀式として扱われている。美貌と知性と信心を兼ね備えた女性を生贄とすることが慣わしとなっている。
魔法円の中央に配した祭壇に生贄を乗せ、黒いメンドリの生血を掛け、生きたまま心臓を抉り出す手順となっている。後は魔王ダンテ出現時に生じる衝撃波を防ぐために魔法円の中に入り、結界を発生させ、呪文を唱えることで召喚が可能となる。
作中では南条あかねが生贄にされたが、神の結社が攻撃してきたため、彼女の心臓摘出を行わないまま召喚が決行された。
（平成版）
本作では、魔王ダンテを日本に召喚する儀式として扱われている。
祭壇用と召喚用の、最低二個の魔法円が必要。祭壇用の魔法円中央に配した祭壇に生贄を乗せ、黒いメンドリの生血を掛け、生きたまま心臓を抉り出す手順となっている。後は魔王ダンテ出現時に生じる衝撃波を防ぐために魔法円の中に入り、結界を発生させ、呪文を唱えることで召喚用の魔法円から魔王ダンテが出現する。
作中では宇津木彩（大天使ウルエルの娘）が生贄にされたが、「神の魂」が攻撃してきたため、彼女の心臓摘出を行わないまま召喚が決行された。
（アニメ版）
アニメ版では、最初はサタニスト組織の慣例行事として、二度目は魔王ダンテを日本に召喚する儀式として扱われている。悪魔・サタニストの縁者を生贄に用いることは固く禁じられている。
魔法円の中央に配した祭壇に生贄を乗せ、黒いメンドリの生血を掛け、生きたまま心臓を抉り出す手順となっている。後は魔王ダンテ出現時に生じる衝撃波を防ぐために魔法円の中に入り、結界を発生させ、呪文を唱えることで召喚が可能となる。
アニメ版では、最初は宇津木沙織が生贄にされたが、宇津木涼が妨害してきたため、一度見送りにされた。その際、沙織の兄すなわち宇津木涼が悪魔の係累であることが発覚したため、彼女を生贄に用いることは完全に棄却された。
2回目はオードリー王女を生贄に用いて魔王ダンテを召喚した。
ガーディアン・ジャスティス
(平成版)
表向きは国際規模の自警団組織だが、実は「神の魂」の下部組織。涼が住む街では、大柴壮介が隊長を勤めている。
悪魔四天王
（アニメ版）
古に神と契約した4人の悪魔。悪魔を凌ぐ悪魔と呼ばれ、その戦闘能力と極悪非道なる人格は、他の悪魔たちの追随を許さない。魔王復活の時に備えシベリアに封印されていた。ただし、ベール・ゼブブの説明によると、たまに復活しては人間の国を滅ぼしていたらしい。特に紅一点のラミアは、独力で六つの国を滅ぼしたことがある。
現代では復活早々に近隣のロシア軍を壊滅させ、数多くの凶行を経て日本の「神の結社」本部に馳せ参じた。それ以後は宇津木康介の指揮下に入るが、相も変わらず、娯楽感覚でサタニストも人間も一緒くたに殺戮する。
ただし、神との契約によるものか、「神の子」に手出しすることを禁忌としている。
ソドム
（昭和版）（アニメ版）
100万年前、ダンテやメドッサの暮らしていた街。現代以上の科学と豊かな自然を兼ね備えた街だったが、神によって滅ぼされた。
（真・版）
外宇宙から移民してきたソドム人の都。高度な技術を保持し文明と自然の共存を前提とした研究と開発が進められている。
（平成版）
古代においてダンテとメドッサが暮らしていた国。文化様式は現代日本と大差ない。
国際関係が緊張しているため、ダンテのような天才科学者たちを集めて超科学兵器を開発していたが、神によって滅ぼされた。
ゴモラ
（昭和版）（アニメ版）
ソドムの姉妹都市。ソドムで人間が不死身の怪物に変身するのを知った神は、気圧を変化させて嵐を起こし、洪水によって滅ぼした。運良く生き残った者の子孫は、神を憎み、サタニストとなった。なお、平成版には「ゴモラ」は登場しない。
（真・版）
外宇宙から移民してきたゴモラ人の都。ゴモラ人は黒い肌と髪、偶蹄類のような角と尻尾、蹄状の脚部を持ち膂力にも優れる。かつての母星は戦争と環境破壊で滅びたという反省から、高度技術は移民船・ノアに封印して自給自足の生活をしている。

## アニメ
- 放送期間：2002年8月31日 - 11月23日

### スタッフ
- 原作 - 永井豪
- 監督 - 前島健一
- シリーズ構成・脚本 - 上原正三
- キャラクターデザイン - 小林利充
- クリーチャーデザイン - 清水恵蔵
- 総作画監督 - 小林ゆかり
- 美術 - かきもとやおき
- 色彩設計 - 森嶌一美
- 撮影監督 - 岡崎英夫（1〜8話）、谷口直之（9〜13話）
- 音楽 - 元倉宏
- 音響監督 - 高橋秀雄
- プロデューサー - 村野宏
- アニメーション制作 - マジックバス
- 製作 - 魔王ダンテ製作委員会

### 主題歌
オープニングテーマ「Release your mind」
作詞 - KAJI KATSURA / 作曲 - 元倉宏 / 編曲 - AMAZeus / 歌 - 関智一
エンディングテーマ「heal」
作詞・作曲・歌 - 黒木明日香 / 編曲 - ASUKA Project

### 各話リスト
| 話数 | サブタイトル | 絵コンテ | 演出       | 作画監督 |
| ---- | ------------ | -------- | ---------- | -------- |
| 1    | 悪夢         | 前島健一 | 熨斗谷充孝 | 進藤満尾 |
| 2    | 儀式         | 原博     | 花井信也   | 日向正樹 |
| 3    | 復活         | 高橋滋春 | 高橋滋春   | 石本英治 |
| 4    | 狂乱         | 江上潔   | 江上潔     | 山沢実   |
| 5    | 宿命         | 岡嶋国敏 | 岡嶋国敏   | 昆冨美子 |
| 6    | 予兆         | 冨永恒雄 | 熨斗谷充孝 | 進藤満尾 |
| 7    | 邂逅         | 原博     | 花井信也   | 日向正樹 |
| 8    | 不信         | 江上潔   | 江上潔     | 石本英治 |
| 9    | 魔宮         | 森田浩光 | 上條修     | 山沢実   |
| 10   | 神略         | 岡嶋国敏 | 岡嶋国敏   | 昆冨美子 |
| 11   | 沙織         | 殿勝秀樹 | 土屋日     | 進藤満尾 |
| 12   | 窮地         | 前島健一 | 花井信也   | 日向正樹 |
| 13   | 終焉         | 前島健一 | 上野史博   | 鈴木伸一 |

## こぼれ話
- 魔王ダンテの名とモチーフは永井豪の幼少時の愛読書『神曲』とその作者ダンテ・アリギエーリに由来する。
- 本作品のアニメ化が検討されたが、後に企画変更となり『デビルマン』が誕生した。ゼノンのデザインはアニメ版『デビルマン』の敵幹部・魔将軍ザンニンに流用されている。
- 永井豪は、作品的に怪獣映画の立場を変えたような物を志向し、額の真ん中の涼の顔が巨大なダンテを操っているデザインが『マジンガーZ』に影響を与えていると発言している。
- 『バイオレンスジャック』の「魔王降臨編」に、魔に取り憑かれたヒゲゴジラ（吉永断鉄）が魔王ダンテとなるエピソードが用意されている。また、涼の友人であり、刀の使い手でサディストという強烈なキャラクター、大柴壮介は「死神警察編」に登場している。
- 1991年にバンダイから発売された書籍『永井豪ワールド 悪魔事典』には、作品中（ぼくらマガジン版）に登場した全悪魔（1コマしか登場していないような雑魚キャラにも）に名前がつけられている。